# Uelhs deth Joèu
Els Uelhs deth Joèu (Val d'Aran) es una surgència d'aigua en forma de cascada d'uns 50 hm3 anuals que desembossa al riu Joèu. Forma part d'un dels fenòmens càrstics més interessant de la serralada dels Pirineus. El fenomen comença a la Vals de l'Éssera (Aragó), a 2.074 m d'altitud, molt a prop de la glacera de l'Aneto. El riu Éssera desapareix sota terra a l'anomenat Forat d'Aiguallut. Les aigües apareixen de nou als Uelhs deth Joèu, a uns 3,6 km de distancia en línia recta. Aquesta surgència se situa a 1.658 m d'altitud, a l'Artiga de Lin, dins de la comarca catalana de la Vall d'Aran. Finalment aquestes aigües del riu Joèu desemboquen al riu Garona, és a dir, a l'oceà Atlàntic, i no a la mar Mediterrània a través del riu Ebre, com fan les aigües no infiltrades de l'Éssera.

## Geologia

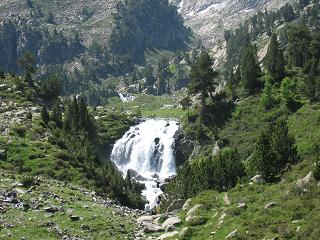
La cascada i el Forat d'Aiguallut

Els treballs de l'enginyer Tiburzio Spannochi l'any 1595 son les primeres referències documentades sobre l'aqüífer del riu Joèu. Amb molta intuïció però d'una manera molt encertada, va concloure que les aigües de l'engolidor de Aiguallut alimenten sota terra a la surgència Uelhs deth Joeu. Quasi 200 anys després, l'any 1789, es publiquen els primers treballs de Louis Ramond de Carbonnières qui després d'una exploració per el màssic de Maladetas relaciona el Forat d'Aiguallut amb la surgència del Uelhs deth Joèu. Un segle després, Font i Sagué en el seu Catàlech espeleològich de Catalunya (1897) cita l'Embut del Jueu, com un avenc on es precipita el riu Jueu i que mitjançant un recorregut subterrani d'un quilòmetre, reapareix a la Gola del Jueu (Uelhs deth Joèu). També al llibre de l'enginyer Josep Reig i Palau titulat El Valle de Aran (1895) es recopila molta informació i estudis referents aquesta hipòtesis. Quan Josep Reig i Palau escriu referent a la Gola del Jueu (Uelhs deth Joeu) fa una descripció molt ajustada a la realitat. Aquesta hipòtesis no va a ser completament acceptada fins que Norbert Casteret, l'estiu de 1936, va demostrar per coloració la relació del Forau d'Aiguallut amb els Uelhs deth Joèu. Per l'experiment van caldre 60 kg de fluoresceïna que després de ser abocada al Forat de Aiguallut va aconseguir la coloració del riu Joèu i de tota la Garona fins i tot més enllà de la frontera amb França. La prova va ser espectacular e irrefutable donant per tancada qualsevol polèmica.